# Салфицки, Душан
Душан Салфицки (чеш. Dušan Salfický; род. 28 марта 1972 года, Хрудим, Чехословакия) — бывший чешский хоккеист, вратарь. Чемпион мира 2000 и 2001 годов, бронзовый призер Олимпийских игр 2006 года в Турине.

## Биография
Душан Салфицки начал свою профессиональную карьеру в 1990 году в клубе «Пардубице». В сезоне 1990/91 он также недолго играл за клуб «Трай-Сити Американс» в Западной хоккейной лиге. В 1996 году вратарь в своём последнем сезоне носил свитер «Пардубице», так как после этого сезона он перешёл в клуб «Шкода Пльзень» и выступал за него до 2001 года. В 1999 и 2000 годах Салфицки был лучшим вратарём чешской Экстралиги по проценту отражённых бросков. На драфте НХЛ 2001 года Салфицки был выбран в пятом раунде под 132-м номером клубом НХЛ «Нью-Йорк Айлендерс». Сезон 2001/02 он начал в воротах команды АХЛ «Бриджпорт Саунд Тайгерс», однако уже по ходу сезона, так и не сыграв в НХЛ, вернулся в «Пардубице».
После сезона 2001/02, он подписал контракт с клубом российской Суперлиги ЦСКА Москва, а затем в 2004 году перешел в «Северсталь Череповец». Там провел только один сезон, в 2005 году он переехал в «Химик» (Московская область), где финишировал шестым с командой. После перехода в команду «Спарта Прага», он в 2007 году выиграл золото в чешском чемпионате и играл в Кубке европейских чемпионов по хоккею.
После сезона 2007/08, который он снова провёл в российском чемпионате за команду «Торпедо» Нижний Новгород», Салфицки вернулся в Чехию, подписав контракт с клубом чешской первой лиги «Слован Усти-над-Лабем». В конце сезона 2008/09 он выиграл с львами из Усти-над-Лабем чемпионат первой лиги, но потерпел неудачу в серии переходных игр за право участия в Экстралиге против «Млады Болеслав».
В следующем сезоне он начал играть в Усти-над-Лабем, а с октября 2009 года перебрался в «Пльзень» в качестве сменщика Томаша Пёпперле. По ходу сезона 2011/12 вернулся в родной клуб «Пардубице», выиграв чемпионат Чехии в 2012 году. После окончания сезона 2013/14 завершил карьеру. Следующие два сезона был спортивным директором «Пардубице». Летом 2016 года был избран депутатом от Пардубицкого края. Одновременно с избранием стал генеральным менеджером команды «Пардубице». После неудачной игры команды в сезоне 2018/19 Салфицки ушёл с должности ген.менеджера, но остался в клубе в качестве члена правления.
На международной арене Душан Салфицки играл на чемпионатах мира в 2000, 2001 и 2002 годах и на Олимпийских играх 2006 года в Турине. На чемпионате мира 2000 и 2001 годов выиграл золотую медаль. Кроме того, в составе сборной Чехии на Олимпийских играх 2006 года он был награждён бронзовой медалью. Первоначально Салфицки не был включён в состав чешской сборной на игры в Турине, но в первом же матче олимпийского турнира травму получил основной вратарь команды, легендарный Доминик Гашек. По этой причине главный тренер Алоиз Гадамчик вызвал Душана Салфицки в качестве 3-го вратаря.

## Достижения

### Командные
- Чемпион мира 2000 и 2001
- Бронзовый призер Олимпийских игр 2006
- Чемпион Чехии 2007 и 2012
- Серебряный призер чемпионата Чехии 1994
- Бронзовый призер чемпионата Чехии 2000

### Личные
- Лучший вратарь Экстралиги 2000 по проценту отражённых бросков (94.2) и количеству матчей на ноль (9)
- Лучший вратарь Экстралиги 1999 по проценту отражённых бросков (92.4)

## Статистика
Всего за карьеру сыграл 842 матча (чешская Экстралига — 415 игр, чемпионат России — 231 игра, чешская первая лига — 141 игра, сборная Чехии — 34 игры, чешская вторая лига — 8 игр, Европейский трофей — 6 игр, АХЛ — 4 игры, Западная хоккейная лига — 2 игры, Кубок европейских чемпионов — 1 игра).